# Bollstanäs IP
Bollstanäs IP är en idrottsplats i Upplands Väsby och är hemmaplan för Bollstanäs SK. Den består av två konstgräsplaner för fotboll av årsmodell 2009, samt två byggnader för omklädningsrum och föreningens lokaler för verksamhetens olika sektioner.